# ペルセウス座ゼータ星
ペルセウス座ζ星（ペルセウスざゼータせい、Zeta Persei / ζ Per）は、ペルセウス座の3等星である。非常に明るい恒星で青色超巨星に分類されている。